# Додобаева, Махфират
Махфират Додобаева — советский хозяйственный и политический деятель.

## Биография
Родилась в 1945 году в Ленинабаде. Член КПСС.
Окончила профессионально-техническое училище.
С 1961 года — на хозяйственной, общественной и политической работе.
В 1961—1966 гг. — ткачиха шелкоткацкой фабрики № 2 Ленинабадского шелкового комбината.
В 1966—1980 гг. — ткачиха шелкоткацкой фабрики № 3 Ленинабадского шелкового комбината.
В 1980—1987 гг. — председатель профсоюзного комитета, в 1987-1991 гг. - заместитель директора по работе среди молодёжи Ленинабадского шелкового комбината Министерства легкой промышленности Таджикской ССР.
В 1991-1993 гг. - начальник отдела по делам женщин и семьи, в 1993-1995 гг. - инженер по подготовке кадров Худжанскогл шелкового комбината.
В 1995-1999 гг. - диспетчер отдела АО "Абрешим" в городе Худжанде.
Депутат Совета Союза Верховного Совета СССР 8-го, 9-го и 10-го созывов от Таджикской ССР. Делегат XXV и XXVI съездов КПСС.
Жила в Худжанде.

## Награды
- орден Дружбы народов (17.03.1981)
- орден Знак Почёта